# フジクラソリューションズ
フジクラソリューションズ株式会社は、フジクラ（旧：藤倉電線）系のLAN 関連機器・光通信システム関連製品・マイクロコンピュータ応用機器・ソフトウェア・各種テスターの開発・製造・販売を主とする企業である。

## 沿革
1990年シスコム株式会社として設立。2015年現社名に変更。

## 事業所
- 本社／埼玉県深谷市白草台1565番地6[3]
- 営業部／東京都江東区木場1-5-1 フジクラ東京R&Dセンター4F[3]
- 物流センター／埼玉県熊谷市問屋町4-3-2